# Bernat Sanahuja
Bernat Sanahuja Carné  (nacido el 21 de octubre de 2000 en Tarrasa, Barcelona) es un jugador de waterpolo español.

## Biografía
Se inició en un principio en la natación, con siete años empieza a jugar en las categorías inferiores del Club Natació Terrassa. En la temporada 2016-17 juega cedido en el CN Molins de Rei, entrenado por Sergi Pedrerol. Después de esa experiencia empezaría a formar parte del primer equipo del CN Terrasa.

## Internacional
Es medalla de plata en el Europeo de Budapest 2020.

## Participaciones en Juegos Olímpicos
- Tokio 2020, puesto 4.